# Rudolf Spemann
Rudolf „Rudo“ Spemann (* 22. April 1905 in Würzburg; † 11. Juli 1947 in Schepetiwka) war deutscher Schriftdesigner und Kalligraph.

## Leben
Ab 1924 studierte er an der Königlichen Kunstgewerbeschule München bei Fritz Helmuth Ehmcke und Emil Preetorius, ein Jahr später wechselte er an die Kunstakademie Stuttgart zu Friedrich Hermann Ernst Schneidler, wo er ab 1930 als Assistent arbeitete. 1935 wechselte er als freischaffender Grafiker nach München. Ab 1937 war er für zweieinhalb Jahre Dozent an der Akademie für Graphische Künste und Buchgewerbe in Leipzig bei Walter Tiemann. 1939 meldete er sich als Kriegsfreiwilliger, 1947 starb er in Schepetiwka, Ukraine in Kriegsgefangenschaft.
Ab 1929 zeichnete er für die satirische Wochenzeitschrift Simplicissimus.  Die von ihm entworfene Schriftart Gavotte erschien 1940 in der Schriftgießerei der Gebr. Klingspor und wird heute von Linotype vertrieben. Seinen Nachlass überließ die Familie Spemann dem Klingspor-Museum in Offenbach am Main zu dessen Gründung 1953. Zwei seiner Kalligraphien wurden in die Berliner Sammlung Kalligraphie in der Akademie der Künste aufgenommen.

## Rudo-Spemann-Preis
Als Gegenleistung für die Überlassung des Nachlasses vergab die Stadt Offenbach 1954 erstmals den seitdem im zweijährigen Rhythmus verliehenen Rudo-Spemann-Preis, der ab 1979 international ausgeschrieben wird. Er richtet sich an Menschen, die sich in einer Schriftausbildung befinden.